# Бобо-Диуласо
Бо́бо-Диула́со (фр. Bobo-Dioulasso) — город в Буркина-Фасо, департамент в провинции Уэ области Верхние Бассейны.

## Общая информация
Бобо-Диуласо — второй по величине город страны. Расположен на юго-западе Буркина Фасо, примерно в 350 км от Уагадугу, в наиболее плодородной части страны, имеющей большое значение для экономики. Кроме этого, Бобо-Диуласо лежит на пересечении торговых путей с Мали и Кот-д’Ивуаром. Климат — мягкий. Мэр города (на июнь 2011 года) — Салия Сану.
Город был основан под именем Сья в XV столетии. В 1897 году он был занят французами и вошёл в состав колонии Французская Западная Африка. В период с 1932 по 1947 год входил в колонию Берег Слоновой Кости.
Бобо-Диуласо является крупнейшим промышленным и торговым центром в западной Буркина Фасо. Здесь производятся электроприборы, текстиль, продовольственная продукция, напитки, табачные изделия и др. В городе есть международный аэропорт и университет. Железнодорожное сообщение связывает его с Уагадугу и с Абиджаном. Бобо-Диуласо является центром католического епископства.

## Климат
| Показатель                    | Янв. | Фев. | Март | Апр. | Май   | Июнь  | Июль  | Авг.  | Сен.  | Окт. | Нояб. | Дек. | Год    |
| ----------------------------- | ---- | ---- | ---- | ---- | ----- | ----- | ----- | ----- | ----- | ---- | ----- | ---- | ------ |
| Средний суточный максимум, °C | 32,5 | 35,0 | 36,5 | 36,5 | 34,5  | 31,7  | 29,7  | 29,1  | 30,4  | 33,0 | 34,1  | 32,5 | 33,0   |
| Средняя температура, °C       | 25,6 | 28,2 | 30,3 | 30,6 | 29,2  | 27,4  | 25,5  | 25,0  | 25,7  | 27,4 | 27,3  | 25,7 | 27,3   |
| Средний суточный минимум, °C  | 18,7 | 21,4 | 24,0 | 24,8 | 23,8  | 22,1  | 21,3  | 21,0  | 21,0  | 21,7 | 20,6  | 18,8 | 21,6   |
| Норма осадков, мм             | 0,9  | 3,4  | 17,4 | 45,8 | 102,1 | 130,8 | 195,5 | 268,5 | 170,1 | 57,7 | 7,7   | 1,2  | 1001,1 |
| Источник:                     |      |      |      |      |       |       |       |       |       |      |       |      |        |

## Население
По данным на 2013 год численность населения города составляла 555 128 человек.
Динамика численности населения города по годам:
| 1985    | 1996    | 2005    | 2006    | 2013    |
| ------- | ------- | ------- | ------- | ------- |
| 228 668 | 309 771 | 390 768 | 435 543 | 555 128 |

## Достопримечательности
Из городских достопримечательностей следует отметить мечеть 1880 года, традиционный квартал кузнецов, региональный музей.

## Известные уроженцы
- Ален Траоре — футболист из Буркина-Фасо, полузащитник французского «Лорьяна».
- Шарль Каборе — футболист из Буркина-Фасо, полузащитник «Кубани».
- Бертран Траоре — футболист из Буркина-Фасо, полузащитник французского клуба «Олимпик Лион».
- Лассина Траоре — футболист из Буркина-Фасо, нападающий «Аякса» и сборной Буркина-Фасо.

## Города-побратимы
- Фес, Марокко
- Шалон-ан-Шампань, Франция
- Бамако, Мали

## Галерея

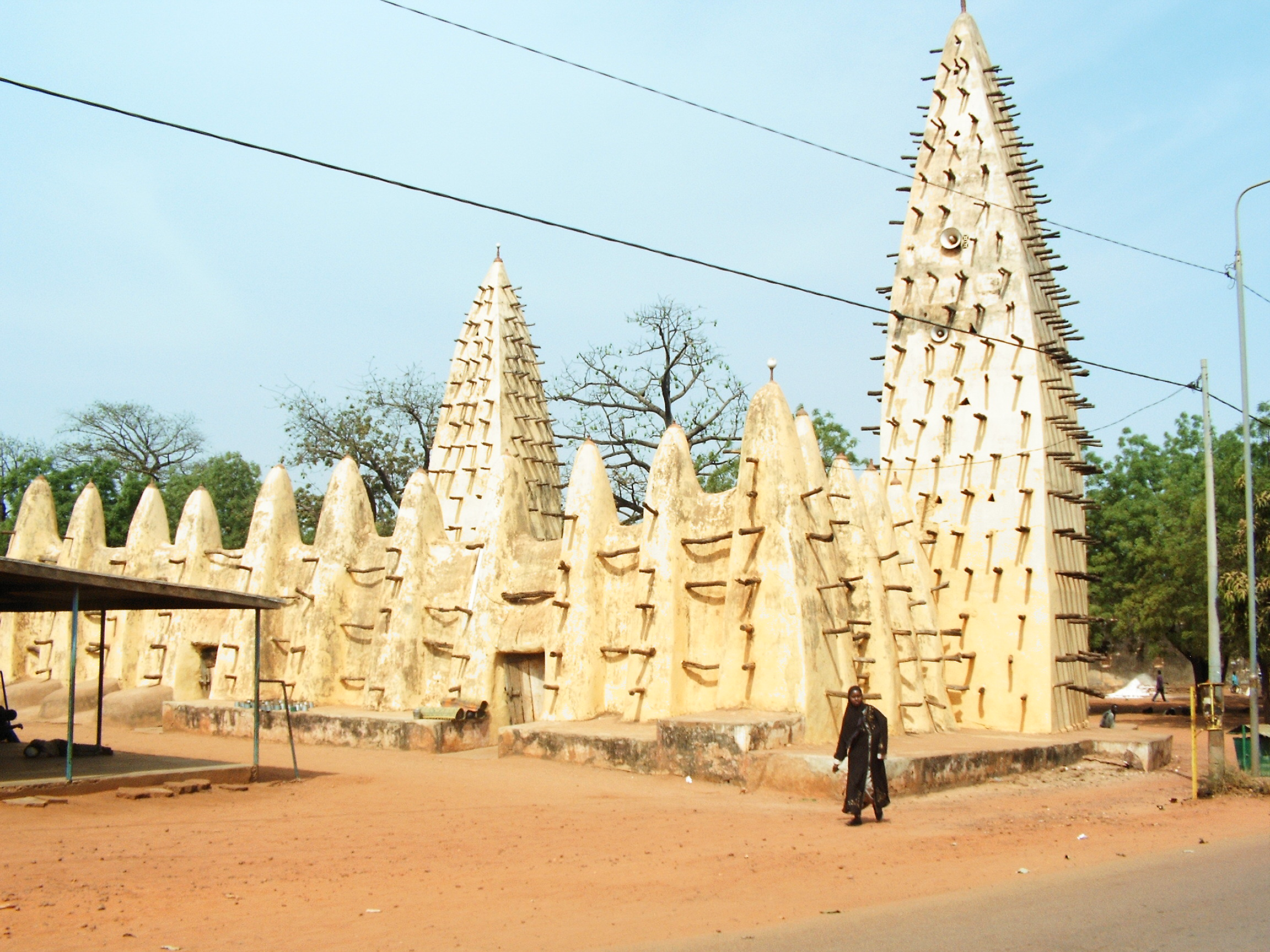
Большая мечеть
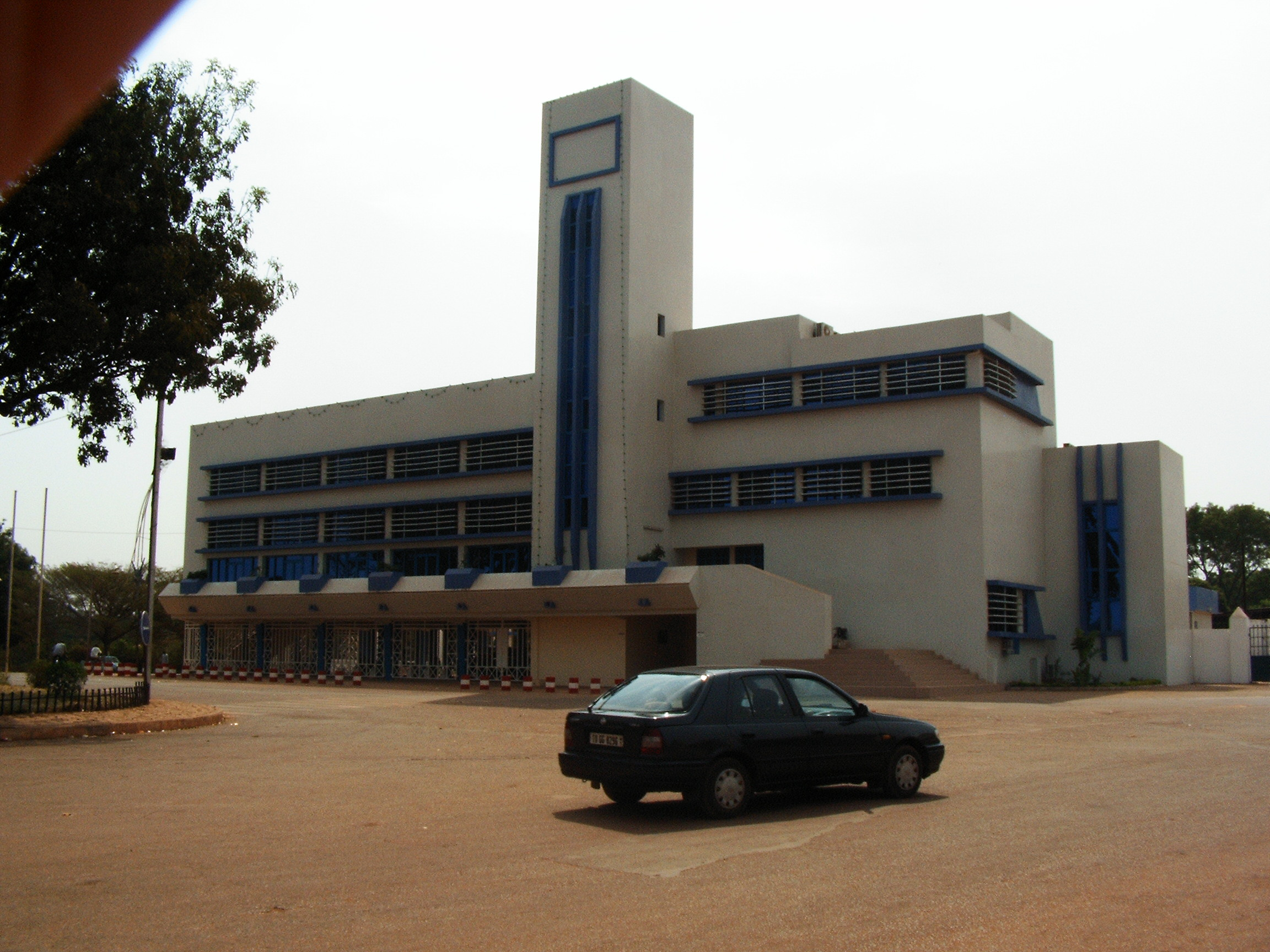
Администрация города
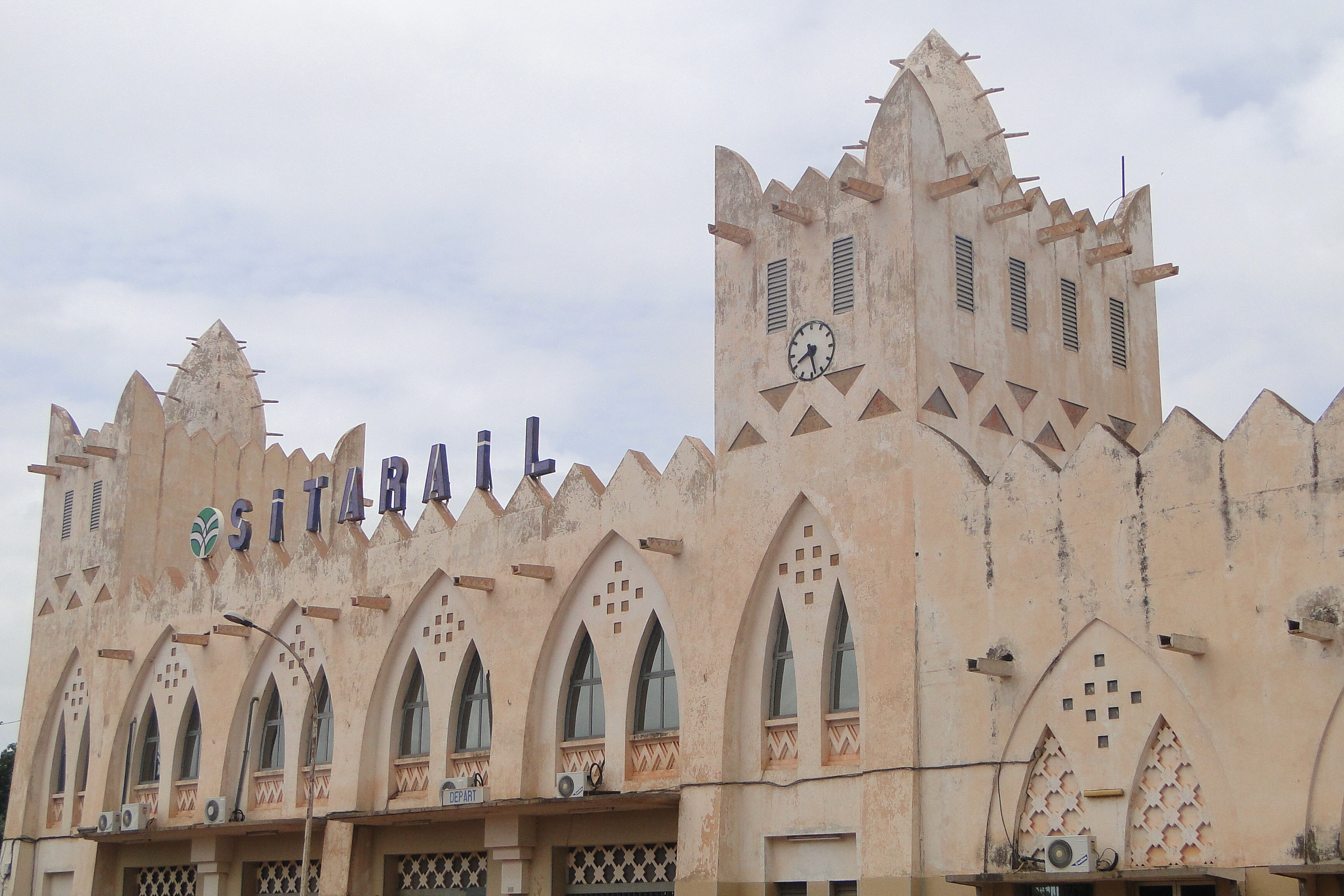
Железнодорожный вокзал
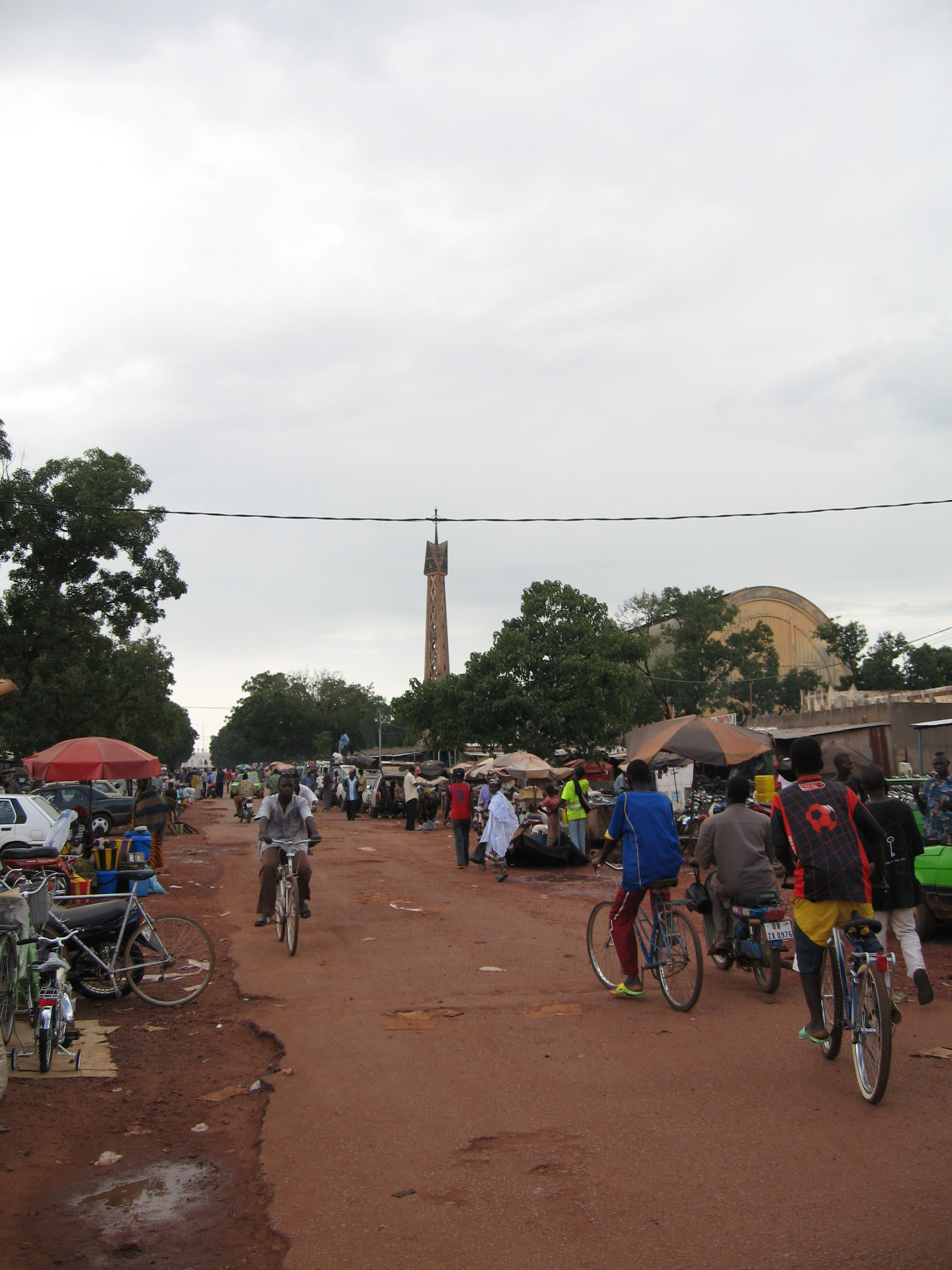
Одна из улиц города